# Mauranipur
Mauranipur es una ciudad y municipio situada en el distrito de Jhansi en el estado de Uttar Pradesh (India). Su población es de 61449 habitantes (2011). Se encuentra a 252 km de Lucknow, la capital del estado.

## Demografía
Según el censo de 2011 la población de Mauranipur era de 61449 habitantes, de los cuales 32221 eran hombres y 29228 eran mujeres. Mauranipur tiene una tasa media de alfabetización del 76,72%, superior a la media estatal del 67,68%. 